# Masahiro Ito
Masahiro Ito (伊藤 暢達 Itō Masahiro?) es un artista de videojuegos japonés mejor conocido por su trabajo con Team Silent, el equipo de desarrollo detrás de los primeros juegos de la serie Silent Hill. Ito es particularmente reconocido por haber diseñado a muchas de las criaturas más icónicas de la serie, incluido el emblemático Pyramid Head. 
Su enfoque artístico se centra en lo psicológico, lo grotesco y lo simbólico, contribuyendo significativamente a la atmósfera perturbadora y única de Silent Hill. Además de su trabajo visual, también ha colaborado en aspectos del diseño conceptual y narrativo de los juegos. 

## Carrera
Ito trabajó como diseñador de escenarios y criaturas en el videojuego de survival horror Silent Hill en 1999. Fue director de arte en su secuela, Silent Hill 2 (2001), trabajando tanto en el juego original como en su reedición Restless Dreams, además de ser el principal diseñador y modelador de monstruos. Ito volvió a desempeñarse como director de arte en Silent Hill 3 (2003), así como también como "diseñador de cámara dramática".
El equipo se disolvió con el lanzamiento del cuarto juego, Silent Hill 4: The Room en 2004, en el cual Ito recibió un crédito de "Agradecimientos Especiales". Ito y el guionista Hiroyuki Owaku, también miembro de Team Silent, trabajaron juntos posteriormente en Silent Hill: Cage of Cradle (2006), un manga digital publicado por Konami, disponible para teléfonos móviles y exclusivo de Japón.
Mantiene un sitio web personal, el cual incluye una galería en línea de su arte relacionado con Silent Hill. Ito diseñó la portada para la versión japonesa de Silent Hill: Downpour (2012). 
En 2012, Masahiro Ito declaró en su cuenta de X que estaría dispuesto a trabajar en otro juego de Silent Hill junto a Hideo Kojima. En 2014 trabajó con Hifumi Kono y Takashi Shimizu en el videojuego NightCry  con Kiyoishi Arai (Final Fantasy) para el equipo visual, de diseño y de imagen.

## Obras
| Videojuego                     | Fecha de lanzamiento | Rol                                                                                 |
| ------------------------------ | -------------------- | ----------------------------------------------------------------------------------- |
| Silent Hill                    | 1999                 | Diseñador de monstruos, diseñador de escenarios                                     |
| Silent Hill 2                  | 2001                 | Director de arte, diseñador de monstruos                                            |
| Silent Hill 3                  | 2003                 | Director de arte, diseñador de monstruos, editor de CGI, modelado, cámara dramática |
| Silent Hill 4: The Room        | 2004                 | Agradecimientos especiales                                                          |
| Silent Hill: Cage of Cradle    | 2006                 | Ilustrador                                                                          |
| Silent Hill: Origins           | 2007                 | Agradecimientos especiales                                                          |
| Shadows of the Damned          | 2011                 | Diseñador de monstruos (sin usar)                                                   |
| Silent Hill: Downpour          | 2012                 | Ilustrador                                                                          |
| Silent Hills                   | 2013                 | Illustrator (sin usar)                                                              |
| P.T.                           | 2014                 | Desconocido                                                                         |
| NightCry                       | 2016                 | Diseñador de monstruos                                                              |
| Metal Gear Survive             | 2018                 | Diseñador de criaturas                                                              |
| World of Tanks                 | 2020                 | Diseñador de entornos                                                               |
| Silent Hill: The Short Message | 2024                 | Diseño de criaturas/Diseño de otros mundos                                          |
| Silent Hill 2 (nueva versión)  | 2024                 | Diseñador de criaturas                                                              |